# Castel Giorgio
Castel Giorgio ist eine italienische Gemeinde mit 1989 Einwohnern (Stand 31. Dezember 2023) in der Provinz Terni in der Region Umbrien.

## Geografie

Lage der Gemeinde in der Provinz Terni

Die Gemeinde erstreckt sich über rund 42 km². Sie liegt etwa 60 km südwestlich der Regionalhauptstadt Perugia und rund 60 km nordwestlich der Provinzhauptstadt Terni am Fluss Romealla, der nahe Castel Giorgio entspringt und ein rechter Nebenfluss des Paglia ist, und an der Grenze zum Latium etwa 7 km nördlich des Bolsenasee. Sie gehört zur Comunità montana Orvietano Narnese Amerino Tuderte und wird von der Via Cassia durchquert.
Zu den Ortsteilen gehören Casa Perazza (575 m, ca. 80 Einwohner) und Poderetto (534 m, ca. 00 Einwohner).
Die Nachbargemeinden sind Acquapendente (VT), Bolsena (VT), Castel Viscardo, Orvieto und San Lorenzo Nuovo (VT).

## Geschichte
Die ältesten Spuren einer Besiedlung des Gebiets stammen aus der Zeit der Villanovakultur, danach waren die Etrusker vor Ort, wie die im 3. oder 2. Jahrhundert v. Chr. entstandene Nekropole des Lauscello zeigt. Durch die Lage an den Römerstraßen Via Cassia und Via Traiana Nova (auch Via Regia genannt) entstanden Gebäude der Römer. Die Geschichte des heutigen Ortes begann um 1477, als der Kardinal Giorgio della Rovere entschied, eine Familienresidenz für sich und seine Familie zu errichten. Aus dieser Zeit stammen die Burg, der Palazzo Sannesio und die Kirche des San Pancrazio. Zu den Gegnern des Kardinals gehörten der Bischof von Orvieto und die Familie der Valenti aus Porano, die mit den Della Rovere Krieg führten. Dabei wurde der Ort stark beschädigt. Weitere Schäden erlitt der Ort durch Karl VIII. auf seinem Weg nach Viterbo, durch das Feuer von 1497 und durch die Erdbeben von 1505 und 1511. Der Wiederaufbau des Ortes wurde durch den Kardinal Giacomo Sannesio 1610 eingeleitet, die Arbeiten wurden rund zehn Jahre später beendet.

## American Football
Im Ort wurde bereits 1980 für American Football das Vince-Lombardi-Stadion gebaut, um die erste italienische Meisterschaft auszutragen. Vom 19. Juli bis 21. September 1980 spielte die Lega Italiana Football (LIF) mit den bereits 1973 gegründeten Gladiatori Roma, die Lupi Roma, die Diavoli Milano und die Tori Torino. Am 14. Juni 1981 verlor die italienische Nationalmannschaft im ersten Spiel gegen die deutsche American-Football-Nationalmannschaft mit 6:12. Im Jahr 1983 wurde die erste American-Football-Europameisterschaft ausgetragen und von den Gastgebern gewonnen.

## Sehenswürdigkeiten
- Chiesa di San Pancrazio, auch Chiesa parrocchiale genannt, Kirche aus dem 16. Jahrhundert an der Piazza Giorgio della Rovere.[3]
- Palazzo Sannesio, um 1477 entstanden an der Piazza Giorgio della Rovere durch den Kardinal Giorgio della Rovere. Der zerstörte Palast wurde von 1610 bis 1620 von Kardinal Giacomo Sannesio wieder aufgebaut.[4]
- Chiesetta Romanuova, Kapelle in Romanuova, enthält ein 1915 gestiftetes Madonnenbild.[5] Abgerufen am 26. Februar 2023 (italienisch)
- Chiesa della Madonna delle Grazie, Kirche in der Contrada Case Rocchini, die 1961 errichtet wurde. Entstand am Ort der wahrscheinlich 1627 entstandenen Kirche Madonna dei Papi.[6]
- Castello di Montalfina, Burg etwa 6 km südwestlich des Ortes. Entstand der Legende nach im 8. Jahrhundert und wurde mehrmals zerstört und wieder aufgebaut.[7]
- Castello di Montiolo, Burg etwa 5 km südlich von Castel Giorgio, die im 16. Jahrhundert entstand.[8]

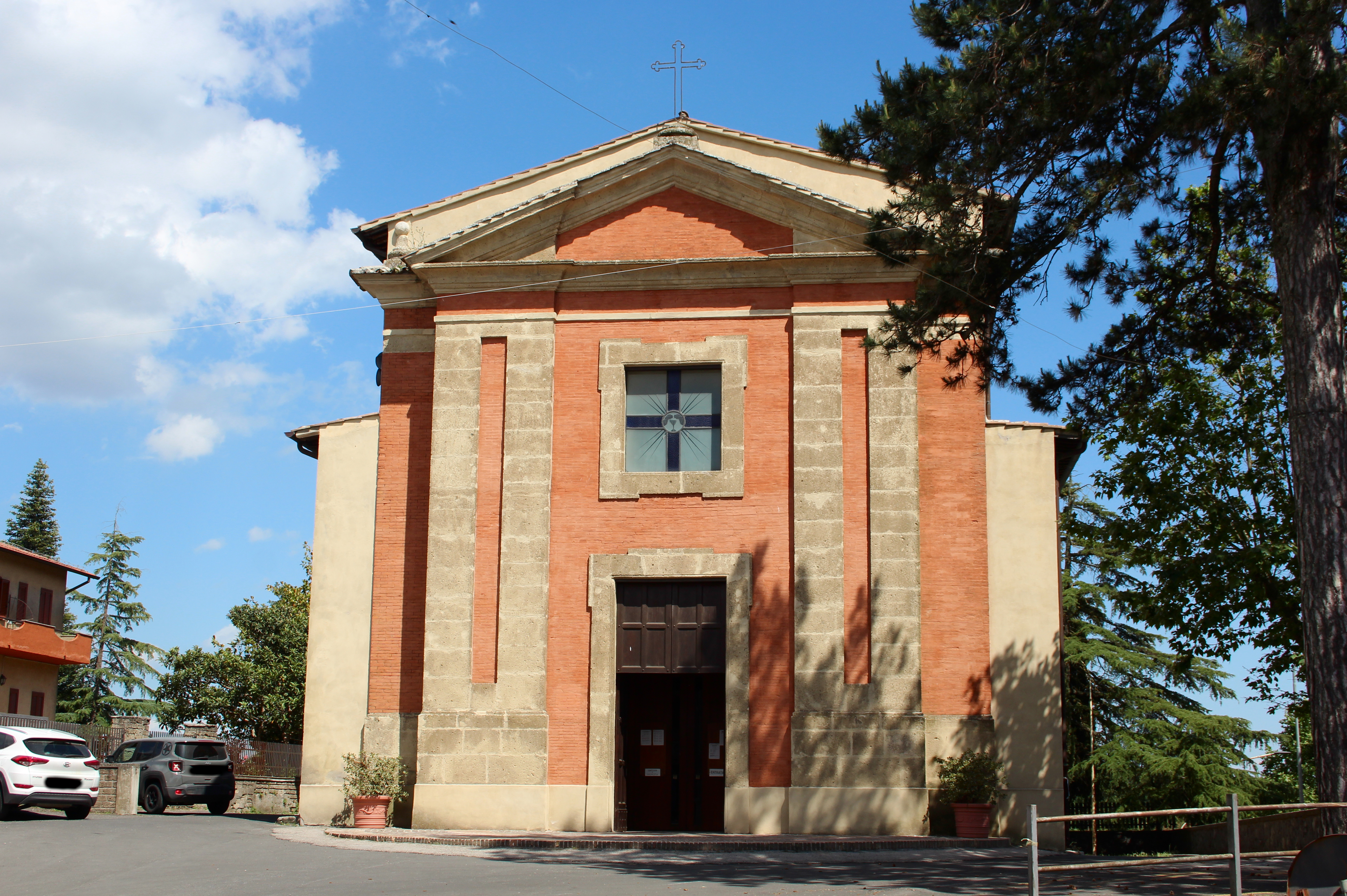
San Pancrazio
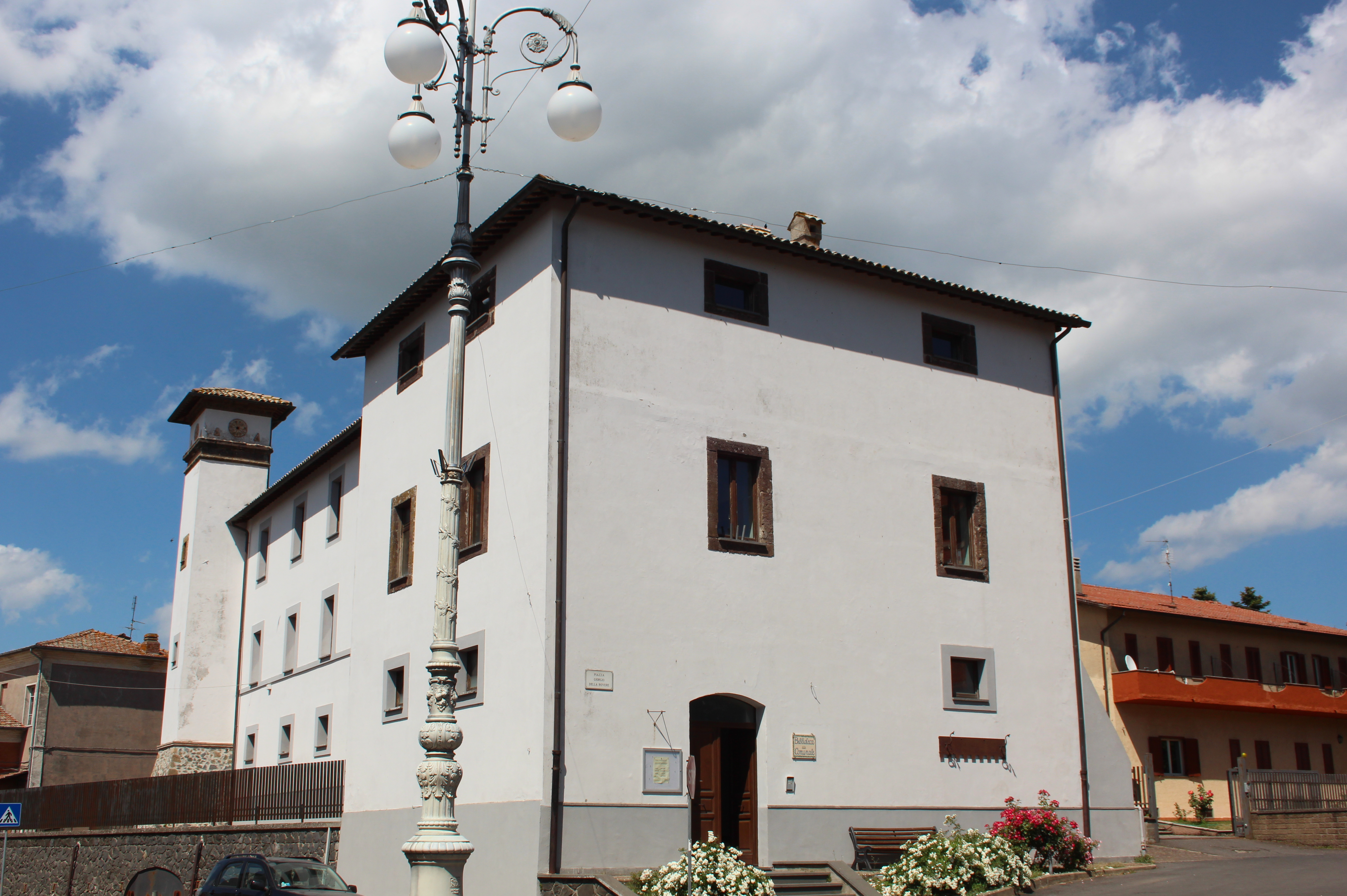
Palazzo Sannesio
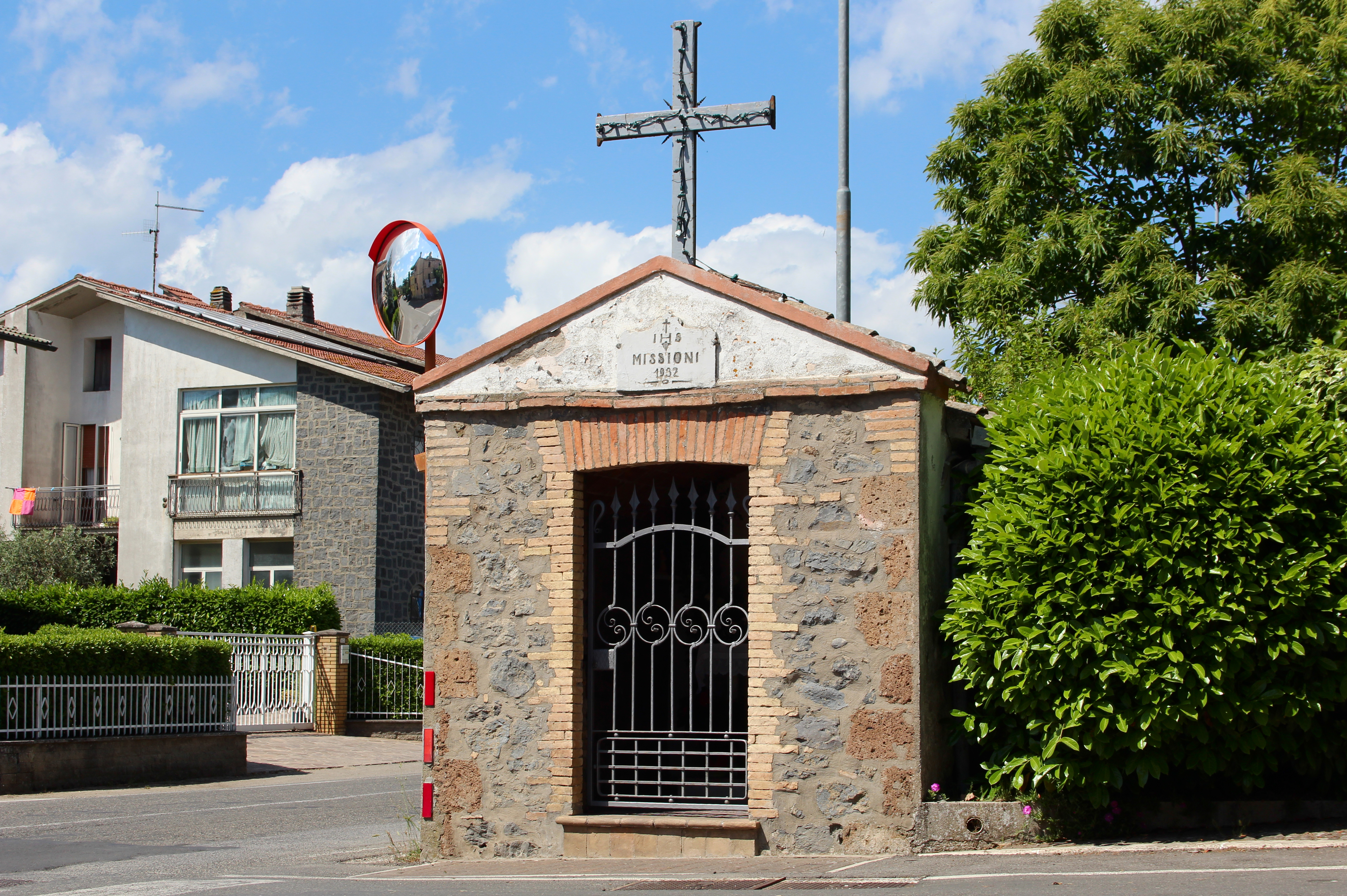
Chiesetta Romanuova

## Persönlichkeiten
- Giorgio della Rovere (um * 1459 bei Parma; † 14. März 1505 in Acquapendente), wurde am 22. Juni 1476 von Sixtus IV. (Francesco della Rovere) zum Bischof von Orvieto ernannt.[9]
- Giacomo Sannesio (* 1560 in Belforte del Chienti; † 28. Februar 1621 in Rom), Bischof von Orvieto und Kardinal.